# گرث نیم
گَـرِث نیم (به انگلیسی: Gareth Neame) تهیه‌کنندهٔ اجرایی و تهیه‌کنندهٔ تلویزیونی اهل بریتانیا است. او هم‌اکنون مدیر عامل کارنیوال فیلمز است.
از فیلم‌ها یا مجموعه‌های تلویزیونی که وی در آن‌ها نقش داشته‌است، می‌توان به دانتون ابی و ریچارد دوم اشاره نمود.
او به عنوان تهیه‌کننده، برندهٔ جوایز گوناگونی از جمله جایزه امی و جایزه گلدن گلوب شده‌است.